# Trencaglaç

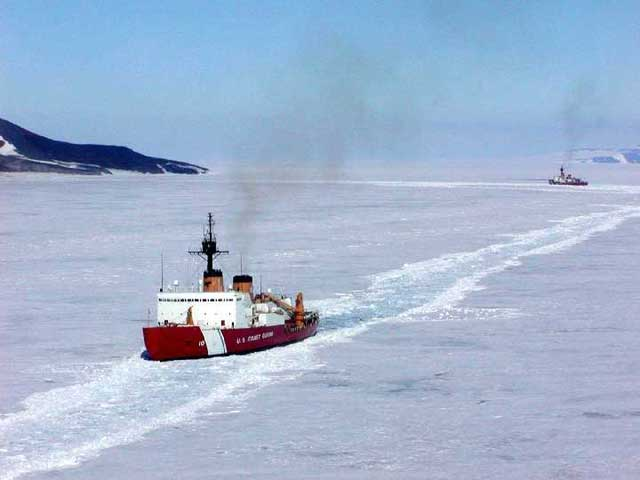
Trencaglaços a prop de la Base McMurdo, febrer de 2002

Un trencaglaç és un vaixell especial dissenyat per moure's i navegar a través de mars i rius coberts de glaç. S'anomena amb el mateix nom la maquinària del vaixell dirigida específicament a trencar el glaç i obrir un canal que permeti la navegació. L'essencial per a un vaixell trencaglaç és l'habilitat per propulsar-se sobre el gel, trencar, i separar els fragments deixant una estela al seu pas.
Per tal que un vaixell sigui considerat trencaglaç calen tres components: un buc especial reforçat, una forma del buc que li faciliti de dispersar el gel i la potència suficient per obrir-se pas. Un vaixell normal amb un buc sense reforçar es trobarà en risc si xoca contra el gel, per molt suau que sigui el cop. Els trencaglaç aconsegueixen de fragmentar el gel mercès al seu moment de força i a la força per pressionar el gel amb la proa. El pes del vaixell oprimeix el gel, el qual no ho suporta, s'esquerda i es trenca a trossos. Un buc especialment dissenyat per un trencaglaç ha de dirigir els fragments cap als costats del vaixell o cap avall, per facilitar l'avanç del vaixell. Una alta concentració de trossos de gel aturaria el vaixell, abans que aquests es trenquessin.